# Liste des jardins partagés de Marseille
Cet article dresse une liste des jardins partagés de Marseille.
| #  | Nom                                            | Arrondissement | Année de création | Superficie | Photo | Adresse                                  | Coordonnées géographiques |
| -- | ---------------------------------------------- | -------------- | ----------------- | ---------- | ----- | ---------------------------------------- | ------------------------- |
| 1  | Jardin de la Rotonde                           | 1er            | 2015              |            |       | Place Alexandre Labadie                  | 43.301, 5.3844            |
| 2  | Jardin du Centre Social Bernard du Bois-Velten | 1er            | 2012/2013         |            |       | 16 rue Bernard du Bois                   | 43.3014, 5.3773           |
| 3  | Gibraltar : jardins des Dènes et l'Artichaut   | 3e             | 1998              |            |       | 14, traverse de Gibraltar                | 43.3157, 5.3913           |
| 4  | Jardins des Escourtines                        | 11e            |                   |            |       | Traverse de la Solitude                  |                           |
| 5  | Jardins des Néréides / Bosquet                 | 11e            | 2009              | 600        |       | Rue de la Granière                       |                           |
| 6  | Jardins ouvriers Coder                         | 11e            | 1941              | 28 771     |       | 35 Avenue du Docteur-Heckel              |                           |
| 7  | Jardins de la Valbarelle                       | 11e            |                   |            |       | 26 avenue Jacques Bonfort                |                           |
| 8  | Jardins de la Rouguière                        | 11e            | 2009              | 1000       |       | 91 boulevard des Libérateurs             |                           |
| 9  | Jardins Magali Aiguier                         | 11e            |                   | 8817       |       | 149 chemin des Trois Lucs à la Valentine |                           |
| 10 | Jardins Berre Pastour                          | 12e            |                   | 10 698     |       | 122 avenue des Peintres Roux             |                           |
| 11 | Jardins de la Blancarde                        | 12e            |                   |            |       | Traverse de la Trevaresse                |                           |
| 12 | Jardins de Montolivet                          | 12e            | 2006              | 15 000     |       | 367 avenue de Montolivet                 |                           |
| 13 | Le Talus - Ferme Urbaine Associative           | 12e            |                   |            |       | 603 rue Saint-Pierre                     |                           |